# North Baltimore, Ohio
North Baltimore là một làng thuộc quận Wood, tiểu bang Ohio, Hoa Kỳ. Năm 2010, dân số của làng này là 3432 người.

## Dân số
- Dân số năm 2000: 3361 người.
- Dân số năm 2010: 3432 người.